# Средни Липовец
Средни Липовец (на словенски: Srednji Lipovec) е село в Словения, регион Югоизточна Словения, община Жужемберк. Според Националната статистическа служба на Република Словения през 2015 г. селото има 94 жители.